# Рынок инноваций и инвестиций
Рынок инноваций и инвестиций (РИИ Московской биржи) — биржевой сектор для инновационных компаний, созданный Московской биржей совместно с ОАО «Роснано». С 15 июля 2009 года действует на Московской бирже.
Основная задача — создание на фондовом рынке благоприятных условий для привлечения инвестиций, в развитие малого и среднего бизнеса инновационного сектора российской экономики.
Сектор для инновационных компаний ориентирован на молодые, динамично развивающиеся компании, выбравшие фондовый рынок для привлечения финансирования.
Рынок инноваций и инвестиций обладает высокой значимостью для инновационного развития России. Для организации эффективного взаимодействия при Московской бирже создан Координационный совет в который вошли представители профильных министерств и ведомств, институтов развития, законодательной власти и профессиональных ассоциаций. Председатель Координационного совета — Председатель Правления ОАО «Роснано» Анатолий Чубайс.
Рынок инноваций и инвестиций — первая Российская так называемая альтернативная торговая площадка, созданная специально для облегчения доступа к финансированию для молодых, развивающихся компаний малого и среднего бизнеса. В отдельных случаях инвесторы смотрят не столько на историю и финансовые показатели, сколько на перспективу и потенциал развития компании.
На РИИ обращаются в основном молодые динамично развивающиеся компании.

## Помощь в развитии
- позиционирование, возможность выделиться среди других компаний;
- привлечение инвесторов, нацеленных на компании данного типа;
- повышенное внимание, PR, IR;
- поддержка со стороны биржи, для которой РИИ — стратегический приоритет;
- поддержка со стороны институтов развития;
- компенсации издержек по выходу на рынок;
- налоговые льготы (налог на прирост капитала по нулевой ставке).

Сектор РИИ предоставляет находящимся в списке ценных бумаг допущенных к торгам компаниям ряд других очевидных преимуществ. В частности, присутствие на этой площадке позволяет эмитенту повысить его капитализацию. С выходом на рынок повышается статус фирмы и уровень доверия к ней, формируется правильный инвестиционный имидж. Допуск к торгам на РИИ может стать первым шагом к официальному листингу на основной площадке Фондовой биржи ММВБ, что предполагает привлечение компанией финансовых ресурсов в гораздо большем объеме.

## Привлечение финансирования
Фондовый рынок создает необходимые условия для привлечения инвестиций на развитие бизнеса, при которых не снижается динамика развития самой компании.
Уже сам факт подготовки к выпуску акций даёт компании возможность коренным образом изменить управление бизнесом, качественно улучшить и усовершенствовать его.

### IPO/SPO по сравнению с кредитом
| IPO/SPO для компании                                           | Аргументация |
| -------------------------------------------------------------- | --- |
| Привлечение бессрочного капитала, который не нужно обслуживать | Банковские кредиты относительно дороги, и тяжело удовлетворяют в крупных и долгосрочных инвестициях |
| Улучшение финансового состояния компании                       | За счёт выпуска акций увеличивается собственный капитал, чего не происходит в случае кредитования |
| Обретение рыночной стоимости                                   | Стоимость компании известна всегда, поскольку она определяется рынком. Отсутствие юридических процедур по купле-продаже акций, а также упрощение сделок M&A                                                     |
| Улучшение имиджа, повышение престижа компании                  | Внимание, с каким финансовое сообщество и пресса следят за компанией, объявившей о планах IPO, обеспечивает такой компании бесплатную рекламу, что положительным образом сказывается на её корпоративном имидже |

### Выпуск облигаций по сравнению с кредитом
| Критерии                                                           | Кредит                                                                                          | Облигации |
| ------------------------------------------------------------------ | ----------------------------------------------------------------------------------------------- | --- |
| Периодичность выплат по кредиту (займу)                            | Заёмщик выплачивает проценты по кредиту не реже одного раза в месяц независимо от срока кредита | процент выплачивается владельцам по мере погашения купонов. Номинальная стоимость облигации (сумма заимствования) выплачивается при погашении                                |
| Процентная ставка                                                  | По кредиту диктуется банком. Банк оставляет за собой право пересматривать ставку                | Ставка цены заимствования устанавливается при первичном размещении и зависит от двух факторов: - цены реализации облигаций - утверждённой эмитентом ставки по купону.        |
| Периодичность перечислений кредиторами средств заёмщику (эмитенту) | Возможно поэтапное перечисление суммы кредита                                                   | Первичное размещение облигаций происходит траншами, периодичность и длительность сроков погашения устанавливается эмитентом самостоятельно в зависимости от его потребностей |

## Критерии отбора компаний
Существенная часть выручки эмитента формируется за счёт осуществления им хозяйственной деятельности в отраслях, связанных с применением инновационных и высоких технологий либо хозяйственная деятельность эмитента осуществляется с применением инновационных технологий и подходов.
Приоритетные отрасли:
- информационно-телекоммуникационные системы
- интернет технологии
- биотехнологии и медицинские технологии
- индустрия наносистем и материалов
- «чистые технологии» и новые материалы
- авиационные и космические системы
- энергетика (новые или экологически чистые технологии производства и передачи энергии) и энергоэффективность
- безопасность и противодействие терроризму
- ядерные технологии
- рациональное природопользование
- инвестиции в инновационные и высокотехнологичные компании и проекты, наноиндустрию

### Акции
Обязательные условия:
1. Капитализация эмитента составляет не менее 50 млн руб. (предельное значение данного критерия может быть изменено решением Биржи)
2. Эмитентом при включении его акций в Сектор РИИ должен быть заключён договор с Листинговым агентом на срок не менее 1 года.

### Облигации
Обязательные условия:
1. Объем выпуска должен составлять не менее 1 млрд руб. (за исключением эмитентов, акции которых уже включены в Сектор РИИ)
2. Наличие у эмитента и/или выпуска облигаций данного эмитента кредитного рейтинга одного из рейтинговых агентств не ниже:

- B3 (Moody’s)
- B- (Fitch, S&P)
- А (РА АКМ, Эксперт РА)
- А- (НРА)
- BB- (Рус-Рейтинг)

### Акции иностранных эмитентов
Обязательные условия:
1. Капитализация иностранного эмитента составляет не менее 50 млн в рублях по курсу Банка России на дату принятия решения о допуске ценных бумаг к торгам в Секторе РИИ (предельное значение данного критерия может быть изменено решением Биржи).
2. При включении акций иностранного эмитента в Сектор РИИ заключение договора с Листинговым агентом на срок не менее 1 года не требуется при условии, что брокер, подписывающий проспект иностранных ценных бумаг, аккредитован в качестве Листингового агента ЗАО «ФБ ММВБ».

### Инвестиционные паи
Обязательные условия:
1. Управляющей компанией должен быть заключён договор с Листинговым агентом на срок не менее 1 года.
2. Объектами инвестирования имущества, составляющего паевой инвестиционный фонд, являются ценные бумаги (доли в уставных капиталах) инновационных компаний, осуществляющих деятельность в научно-технической сфере (соответствие инвестиционных паёв данному требованию устанавливается Экспертным советом (комитетом) по запросу Биржи).

## Листинговый агент
Листинговый агент — организация, аккредитованная Фондовой бирже и предоставляющая услуги по подготовке к выводу ценных бумаг в Сектор РИИ фондовой биржи.
Роль листингового агента заключается подготовке молодых инновационных компаний к выходу на Биржу и в контроле за раскрытием информации эмитентом в течение одного года с момента выхода компании в Сектор РИИ.Институт Листинговых агентов призван повысить уровень "прозрачности" компаний Сектора РИИ, уменьшить риски инвесторов.
Каждый листинговый агент должен иметь положительную деловую репутацию, а также подтвердить свой опыт работы с компаниями в сфере привлечения финансирования на рынке капитала. В ходе прохождения процесса аккредитации организацией, претендующей на статус листингового агента, представители Биржи проводят собеседование с ключевыми менеджерами организации-кандидата для определения их уровня компетенции, знаний Правил листинга и Положения об аккредитации. Процесс получения статуса листингового агента регулируется Положением об аккредитации листинговых агентов.
Первичная аккредитация листинговых агентов осуществляется сроком на один год, но при соответствии всем требованиям и при наличии договоров с эмитентами Сектора РИИ, листинговый агент может продлить аккредитацию ещё на два года, пользуясь упрощённой процедурой. Максимальный срок аккредитации составляет не более трех лет, по истечении которых листинговый агент может заново пройти процедуру аккредитации.
Московской Биржей ведётся Рэнкинг листинговых агентов

## Государственная поддержка
Государственная программа направленные на поддержку и помощь в развитие малого и среднего бизнеса.
Субсидии на возмещение расходов, связанных с выводом ценных бумаг в сектор РИИ фондовой биржи, могут получить инновационные компании, являющиеся субъектами малого и среднего предпринимательства. Компания может получить субсидию в субъекте РФ по месту регистрации юридического лица, для этого необходимо обратиться в государственный орган субъекта РФ, к компетенции которого отнесены вопросы поддержки малого и среднего предпринимательства.
- Компенсация 50% расходов, но не более 5 млн рублей (субъект РФ оставляет за собой право увеличить размер выплаты). Схема получения
- Приказ (Минэкономразвития РФ-Рекомендации по поддержке инновационного малого и среднего бизнеса)

## Налоговые льготы
В соответствии с Федеральным законом от 29.12.2015 № 396-ФЗ «О внесении изменений в часть вторую Налогового кодекса Российской Федерации» освобождаются от обложения налогом на доходы физических лиц и налогом на прибыль организаций доходы, полученные от реализации или иного выбытия (в том числе погашения) акций и облигаций российских организаций, а также инвестиционных паев, являющихся ценными бумагами высокотехнологичного (инновационного) сектора экономики, при условии, что они непрерывно принадлежали налогоплательщику на праве собственности или ином вещном праве более одного года. Нулевая ставка, в соответствие Налоговым кодексом, сохранится до 31 декабря 2022 года включительно. Данная льгота распространяется на ценные бумаги российских организаций, допущенные к торгам в Секторе РИИ Московской биржи, капитализация которых не превышает 10 млрд. рублей.
- Схема получения
- Налоговые льготы (Рекомендации по поддержке инновационного малого и среднего бизнеса)

## Новости о РИИ
Сайт Биржи
- Новости рынка РИИ

Социальные сети
- Twitter
- Facebook
- Linkedin
- YouTube